# Свято-Георгіївський храм (Таганрог)
 Свято-Георгіївський храм  (рос. Свято-Георгиевский храм) — православний храм Таганрозького благочиння Ростовської і Новочеркаської єпархії. Храм розташований у місті Таганрог Ростовської області, Росія (пер. Машинний, 5).

## Історія
У 1931 році собор Іоанна Предтечі (Скараманговська церква) у Таганрозі рішенням влади був закритий, жителі великого району міста опинилися без свого храму.
26 травня 1943 року робітники Металургійного заводу і мешканці міста звернулися до влади окупованого Таганрога з проханням відкрити на Старо-Поштовій вулиці Церква на честь великомученика Георгія Побідоносця . Влада дозвіл дала. Церква була розрахована на парафіян, які проживають на Касперовці, Скараманговці, Новоселівці. Відкрилася церква у невеликій будівлікрамниці та не влаштовувала як причт, так і прихід Церкви.
У 1945 році Свято-Георгіївський храм був перенесений в знаходиться недалеко по Машинному провулку невеликий кам'яний комору старовинної споруди. Освячення Церкви в новому будинку було скоєно Преосвященним Єпископом Йосипом Таганрозьким.
З 1945 до 1986 року служби в церкві проходили тихо і непомітно. У 1986 році настоятелем церкви був призначений протоієрей Аріан Пнівський. Його працями, за проектом, складеним їм самим, почалося будівництво нової Церкви. Розібрали будівлю старого комори, для будівництва використовували цегла нового храму.
В результаті Церква мала розмір 21 x 11 метрів. Церква має 5 дзвонів. Обладнано місце для чину відспівування. Всередині на антресолях є майданчик для хорів.
Освячення знову відбудованої Церкви приурочили до днів святкування на честь Святого великомученика Георгія Побідоносця. Чин освячення в присутності Настоятеля храму о. Аріана і численних віруючих 5 травня 1991 року здійснив Митрополит Ростовський і Новочеркаський Володимир.
Через важку хворобу отця Аріана і неможливістю здійснювати богослужіння, а також нести вантаж господарських турбот, 12 червня 2008 року настоятелем Свято-Георгіївського храму призначений протоієрей Олексій Лисіков, протоієрей Аріан отримав статус «почесного настоятеля».
У травневі свята 2013 року парафіяни відзначали ювілейну дату-70-річчя свого храму. 9 травня 2013 року в храмі святого великомученика Георгія Побідоносця у зв'язку з його ювілеєм звершив святкову Божественну літургію митрополит Ростовський і Новочеркаський Меркурій.
У вересні 2013 року єпархією Ростовської області було оголошено про початок будівництва-реконструкції храму, в процесі якої будуть об'єднані будівлі недільної школи та духовно-просвітницького центру. Прихрамовая територія за останні роки розширилася в 4 рази, підготовлена проектна документація. Храм планується звести у візантійському стилі. Будівництво будуть вести поетапно, щоб не порушити життя парафії.
Висота купола в результаті реконструкції стане близько 17 метрів, що зробить храм помітним і пізнаваним.

## Духовенство
- Настоятель — протоієрей Олексій Лисіков, благочинний Таганрозького округу.
- Другий священик — ієромонах Іоасаф (Кислиця).